# Myrotvorec'
Myrotvorec' (in ucraino Миротворець? [mɪrɔˈtvɔrɛt͡sʲ], lett. "Il Pacificatore" o "Custode della pace") è un sito web ucraino, gestito dal "Centro Myrotvorec'" e creato dall'attivista Heorhij Tuka, che opera come database contro i sostenitori della causa separatista filo-russa, definiti "traditori della patria", nell'ambito della guerra del Donbass.
Nonostante il Centro Myrotvorec' dichiari di essere un'organizzazione indipendente secondo alcune fonti sarebbe curato dal Servizio di sicurezza dell'Ucraina (SBU) e affiliato al Ministero degli affari interni. Il sito pubblica informazioni personali su coloro che sono considerati "nemici dell'Ucraina", tali informazioni, come numeri di telefono, indirizzi di residenza, link dei profili social, nomi di eventuali figli e parenti, sono consultabili pubblicamente tramite una maschera di ricerca.
Sul sito vengono caricate sia le informazioni raccolte dai servizi segreti che quelle fornite dai civili in maniera privata. Le informazioni che il sito fornisce non sono controllate, e non è previsto alcun meccanismo di ricorso o reclamo per un individuo per richiedere la correzione o la rimozione dei dati. The Times riporta come Myrotvorec' venga "ampiamente utilizzato per controllare le persone ai posti di blocco governativi, integrando i sistemi di database ufficiali".
Nell'aprile 2015, il sito ha pubblicato gli indirizzi di casa dello scrittore ucraino Oles' Buzyna e dell'ex parlamentare Oleh Kalašnikov, che pochi giorni dopo sono stati assassinati.
Il 7 maggio 2016 il sito ha pubblicato i dati personali di 4 508 giornalisti e altri membri dei media di tutto il mondo che avevano dato copertura mediatica alla guerra del Donbass dal territorio delle due repubbliche popolari ribelli, o che avevano ricevuto l'accreditamento da queste ultime, conseguentemente sul sito questi giornalisti sono stati segnalati come collaborazionisti dei "terroristi". Sono stati esposti numeri di telefono, indirizzi e-mail, nazione e città di residenza dei giornalisti ucraini e stranieri, ricavati dal database hackerato del Ministero per la sicurezza dello Stato della Repubblica Popolare di Doneck; in risposta a questa polemica, i servizi segreti ucraini hanno rilasciato una dichiarazione in cui sostengono di non aver riscontrato violazioni della legge ucraina da parte di Myrotvorec'.
Il sito è stato criticato dall'ONU e da Human Rights Watch, mentre il Parlamento europeo ne ha chiesto la chiusura.

## Storia

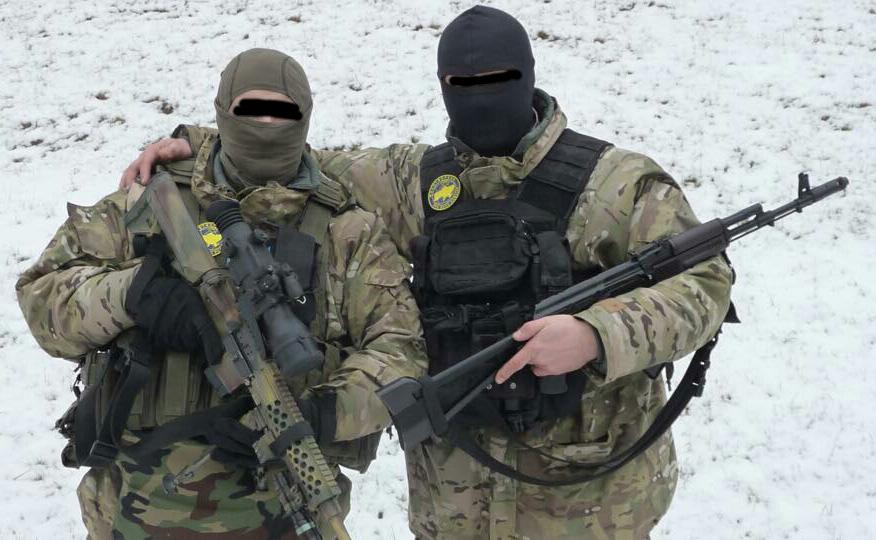
Lo staff del Centro "Myrotvorec'"

Il Centro Myrotvorec' ha iniziato a sviluppare il progetto nell'estate 2014, durante la guerra del Donbass, ed è stato lanciato nel dicembre 2014 dal politico e attivista ucraino Heorhij Tuka, poi presidente dell'associazione Narodny Tyl e tra il 2015 e il 2016 governatore dell'oblast' di Luhans'k.
Il direttore del Centro Myrotvorec' è Roman Zajcev, ex dipendente dell'ufficio territoriale della SBU nella regione di Luhans'k. Nel Centro lavorano circa 250 persone che vivono sia in Ucraina che all'estero. Durante i primi due anni il Centro ha subito perdite di persone uccise, ferite e disperse.
Il sito è promosso da Anton Heraščenko, consigliere del Ministero degli affari interni dell'Ucraina, il quale nel dicembre 2014 si è pubblicamente definito come l'iniziatore del progetto.
Secondo la giornalista ucraina Ekaterina Sergackova e altre fonti, il centro sarebbe affiliato con le forze dell'ordine governative, l'intelligence ucraina SBU.
Heorhij Tuka ha dichiarato che il Centro "svolge un ruolo fondamentale nella difesa dell'Ucraina" e che oltre 1 000 persone sono state arrestate dopo essere state schedate sul database.
Lo slogan del sito e del Centro Myrotvorec' è il detto latino: Pro bono publico, per il bene di tutti.

## Attività

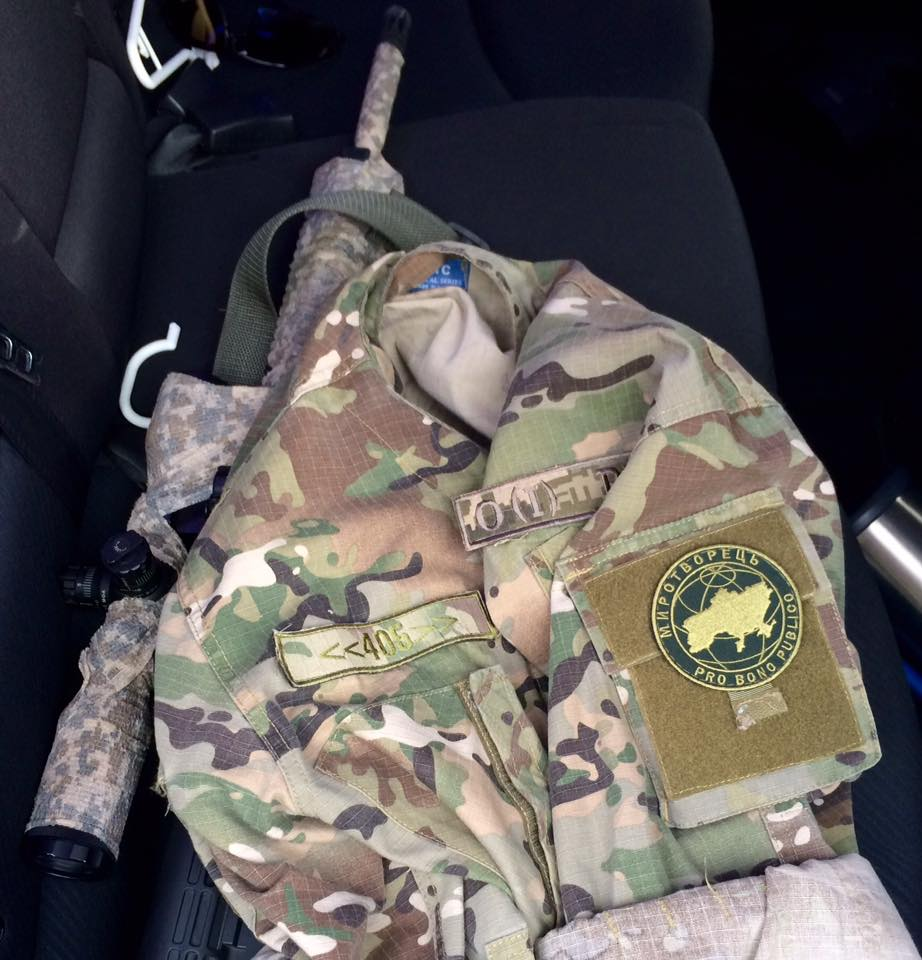
Stemma dei membri dello staff "Myrotvorec'" con la versione da campo dell'emblema

Il leader di "Myrotvorec'" afferma che l'obiettivo del centro è fornire informazioni e consigli alle autorità esecutive, per portare la pace e l'armonia in Ucraina. Nel suo lavoro il centro presta particolare attenzione alle espressioni di "attività separatiste e terroristiche" sul territorio dell'Ucraina.
Le fonti di informazione per il centro sono principalmente materiali pubblici pubblicati su Internet, pubblicazioni e altro. Proprio come altre organizzazioni di volontariato, il centro utilizza ampiamente i metodi di open source intelligence. Inoltre, il centro utilizza le informazioni fornite da individui su base riservata. Secondo l'attuale legge ucraina, il centro non utilizza le informazioni contenute negli segnalazioni anonime.
Nell'ottobre 2015, il centro ha aggiunto una sezione intitolata "I crimini di Putin in Siria e in Medio Oriente" dedicata alla raccolta e diffusione di dati personali dei militari russi coinvolti nella guerra in Siria, secondo i media russi "per aiutare l'ISIS a vendicarsi" sui piloti russi "secondo la sharia". Le azioni di Myrotvorec' hanno causato reazioni estremamente forti da parte dell'amministrazione presidenziale russa e tra gli esperti russi in affari militari e operazioni speciali. Quando le informazioni sono state pubblicate, il Comitato Investigativo della Russia ha avviato un procedimento penale contro Anton Heraščenko per "appelli pubblici al terrorismo".
Nel febbraio 2016, i membri del Centro Myrotvorec' hanno preso parte ad un'operazione contro il trasporto illegale di merci attraverso la linea del fronte nella guerra in Donbass.
Il Centro Myrotvorec' ha fornito ripetutamente informazioni sulla partecipazione di cittadini stranieri al conflitto armato, dalla parte dei separatisti filo-russi. All'inizio di marzo 2016, a causa dei materiali pubblicati dal centro, le autorità preposte all'applicazione della legge in Bulgaria hanno avviato un procedimento penale contro George Bliznakov, un cittadino bulgaro. Materiali simili sono allo studio per quanto riguarda altri cittadini bulgari.
Secondo il capo del centro, nell'ottobre 2014 erano nello schedario 4,5 mila persone; nel dicembre 2014 erano 7,5 mila persone; nel gennaio 2015 erano 9 000; nell'aprile 2015 erano 30 000. nell'ottobre 2015 erano 45 000 persone; nel marzo 2016 sono diventate 57 000 persone; nel gennaio 2017 le persone schedate arrivavano a 102 000; nell'agosto 2019 la cifra ha toccato i 187 000.
Il 15 aprile 2018, il nome del presidente siriano Bashar al-Assad è stato aggiunto al sito web.
Sono stati inseriti nella lista di Myrotvorec', sebbene non tutti formalmente banditi dall'Ucraina, anche politici e celebrità occidentali come Steven Seagal, Silvio Berlusconi, Gérard Depardieu, Emir Kusturica, Roger Waters, Gerhard Schröder, Henry Kissinger e Tulsi Gabbard.
Tra gli italiani schedati si trova il corrispondente della Rai a Mosca Marc Innaro, il giornalista Giulietto Chiesa, Edy Ongaro, il miliziano che combatteva in Donbass nella Brigata Prizrak e morto sul campo nel 2022.

## Controversie

### Casi più importanti

Emblema di Myrotvorets (usato dal 2014 al 2022)

Nell'aprile 2015, Myrotvorec' ha pubblicato gli indirizzi di casa dello scrittore ucraino Oles' Buzyna e dell'ex parlamentare della Verchovna Rada, Oleh Kalašnikov, pochi giorni prima che fossero assassinati. Intervistato da Al Jazeera, Heraščenko ha negato ogni coinvolgimento negli omicidi: "Non siamo un organo punitivo, ma un ufficio d'inchiesta".
Nel 2016 il sito ha pubblicato i dati di vari giornalisti occidentali che si erano recati in Donbass, tra i giornalisti e operatori schedati, figura anche il fotoreporter Andrea Rocchelli, ucciso nel 2014 da un colpo di mortaio lanciato da soldati ucraini mentre documentava la guerra nell'Ucraina orientale. Nella scheda di Rocchelli, sulla cui foto il Centro Myrotvorec' ha applicato la scritta rossa in sovrimpressione "liquidato", è riportata una nota in cui si afferma che il fotoreporter aveva violato il confine di stato dell'Ucraina per penetrare nel territorio occupato da "bande terroristiche russe" e che stava "cooperando con organizzazioni terroristiche filo-russe".
Nel 2017 il sito ha pubblicato una lista dettagliata di informazioni sui lavoratori del gruppo MT, tra cui nome, cognome, data di nascita, sesso, luogo di nascita, indirizzo di residenza e numero di passaporto, che stavano costruendo il ponte di Crimea per collegare la penisola di Kerč' alla penisola di Taman' della Federazione Russa.
Nel 2018, Svjatlana Aleksievič, premio Nobel per la letteratura, ha dovuto annullare un incontro con i lettori nel Teatro Verde della città ucraina di Odessa dopo aver ricevuto minacce dai nazionalisti locali. Il Teatro Verde ha affermato che il nome della Aleksievič era stato aggiunto a una lista di "nemici dell'Ucraina" dal sito web "Myrotvorec'", in quanto avrebbe "propagandato discordia inter-etnica e manipolato informazioni importanti per la società".
Nel settembre del 2018, Myrotvorec' ha scritto su Facebook che il loro database includeva i residenti dell'oblast' della Transcarpazia che avevano ottenuto illegalmente la cittadinanza ungherese. Dopo due settimane di lavoro in quell'oblast', il database conteneva più di 300 nomi di funzionari ucraini e consiglieri locali che avevano passaporti ungheresi. L'11 ottobre 2018, il ministro degli esteri ungherese Péter Szijjártó ha dichiarato: "È una bugia che lo Stato ucraino non abbia nulla a che fare con il sito web che elenca cittadini con doppia cittadinanza ucraina-ungherese sospetta", e ha affermato che il presidente Petro Porošenko "ha dato il suo consenso alla campagna d'odio nel tentativo di aumentare la propria popolarità".
Nel 2020, Myrotvorec' ha schedato Vasyl' Lomačenko e Oleksandr Usyk, due pugili ucraini, sostenendo che "ripetendo le dichiarazioni del Cremlino [che Russia e Ucraina sono] un'unica nazione, rifiutando l'aggressione russa e negando l'indipendenza della Chiesa ortodossa ucraina dal controllo della Chiesa ortodossa russa, si sono schierati con i traditori dell'Ucraina". Lomačenko, apparendo nel film russo "Hello, Brother! Christ is Risen!", aveva dichiarato che russi, ucraini e bielorussi sono un unico popolo.
Nell'agosto 2022, durante la guerra russo-ucraina, il giornalista freelance Mattia Sorbi rimane ferito dall'esplosione di una mina mentre era in viaggio dai territori controllati dall'esercito ucraino per recarsi ad Aleksandrovka. Sorbi è stato successivamente schedato su Myrotvorec' come "provocatore", "agente nemico" e "promotore della narrazione russa". Nell'ottobre dello stesso anno, l'imprenditore Elon Musk sarebbe stato schedato su Myrotvorec' per aver proposto di cedere la Crimea alla Federazione Russa e per aver proposto di svolgere nuovamente i referendum sotto la supervisione dell'ONU nelle zone dell'Ucraina occupate durante l'invasione.
Il 12 giugno 2023, il giorno della morte di Silvio Berlusconi, viene apposto sulla sua scheda la scritta "liquidato".
Anche l'esule russa anti-putiniana Marija Pevčich, collaboratrice di Aleksej Naval'nyj nonostante si sia opposta alla guerra è stata schedata per "partecipazione ad atti di aggressione umanitaria contro l'Ucraina." Il motivo sono state le parole di Pevchikh, che ha affermato che, secondo lei, era possibile scambiare singoli prigionieri russi in cambio della revoca di alcune sanzioni contro la Russia. Sul database del sito non sono presenti solo presunti criminali di guerra russi e sostenitori di Putin ma anche personaggi estranei, ad esempio in passato vi fu inclusa la moglie di Volodymyr Zelens'kyj, ma anche il leader dell'opposizione bielorussa Sjarhej Cichanoŭskij.

### Condanne e richieste di chiusura
Quando il sito ha pubblicato i dati di vari giornalisti occidentali, Valerija Lutkovs'ka, avvocato ucraino e difensore civico dell'Ucraina dall'aprile 2012, ha chiesto la chiusura sia del sito web che del Centro Myrotvorets.
Il 24 maggio 2016 il Comitato per la protezione dei giornalisti ha scritto una lettera aperta all'allora presidente ucraino Porošenko esortandolo a "condannare le accuse infondate e dannose pubblicate su Myrotvorec', e a chiarire pubblicamente che il Ministero dell'interno ucraino si dedica alla protezione dei giornalisti e all'arresto dei responsabili delle minacce, in contrasto con le precedenti dichiarazioni del ministro dell'Interno Avakov".
Il 2 giugno 2016, gli ambasciatori del G7 a Kiev hanno rilasciato una dichiarazione congiunta in cui si esprime profonda preoccupazione per la divulgazione dei dati personali dei giornalisti sul sito web di Myrotvorec' e ha invitato il team del progetto a ritirare i dati personali dall'accesso pubblico. Il giorno successivo il presidente ucraino Petro Porošenko, in una conferenza stampa, ha condannato la pubblicazione dei dati personali dei giornalisti, sostenendo però di avere scarsa influenza sulle decisioni del sito e del Centro Myrotvorec'.
Il 22 novembre 2017, il Ministero degli esteri della Federazione Russa ha inviato una nota di reclamo al Dipartimento di Stato degli Stati Uniti d'America per protestare contro la migrazione del sito sui server statunitensi.
Nel 2019 il portavoce dell'ONU, Benjamin Moreau, si è schierato contro Myrotvorec', e ha dichiarato che le azioni svolte sul sito costituiscono una violazione del diritto alla privacy. Moreau lamenta inoltre la scarsa collaborazione delle istituzioni ucraine, le quali, nonostante le critiche internazionali, continuano a mantenere attivo il sito e il lavoro di schedatura.
Nella risoluzione dell'11 febbraio 2021 sull'attuazione dell'accordo di associazione tra l'UE e l'Ucraina, il Parlamento europeo ha esortato "le autorità [ucraine] a condannare fermamente e a vietare le operazioni di gruppi e siti web estremisti e che incitano all'odio, come Myrotvorec', che alimentano le tensioni nella società e abusano dei dati personali di centinaia di persone, tra cui giornalisti, politici e membri di gruppi di minoranza".
Nel 2022, Julia Gorbunova, ricercatrice di Human Rights Watch, ha affermato che "le implicazioni che l'elenco [di Myrotvorec'] pone per la libertà di stampa in questo momento, o in effetti per chiunque sia in quell'elenco, sono particolarmente gravi".